# بروس ماكفيرسون
بروس ماكفيرسون (بالإنجليزية: Bruce McPherson)‏ هو سياسي أمريكي، ولد في 7 يناير 1944 في سانتا كروز في الولايات المتحدة. انتخب عضو مجلس ولاية كاليفورنيا وانتخب عضو جمعية ولاية كاليفورنيا وانتخب Secretary of State of California ‏.